# Scrofulaire à oreillettes
Scrophularia auriculata
Espèce
Classification phylogénétique
Statut de conservation UICN

 LC  : Préoccupation mineure
Scrophularia auriculata, la Scrofulaire à oreillettes, encore appelée Scrofulaire aquatique, est une plante herbacée de la famille des Scrofulariacées. Elle a été surnommée « herbe du Siège » en référence au Siège de La Rochelle durant lequel les blessés ne disposaient pas de cette plante à laquelle on attribuait des propriétés vulnéraires.

## Confusion possible
C'est une plante voisine de Scrophularia nodosa (la Scrofulaire noueuse). Elle présente une tige carrée aux angles ailés  et une odeur peu agréable mais elle en diffère par ses feuilles plus arrondies présentant souvent de petites folioles sur le pétiole et par sa taille généralement plus importante.

## Habitats
Cette plante apprécie les bords de rivières, les lieux humides et les marécages.